# Duarte de Meneses (Vizekönig)

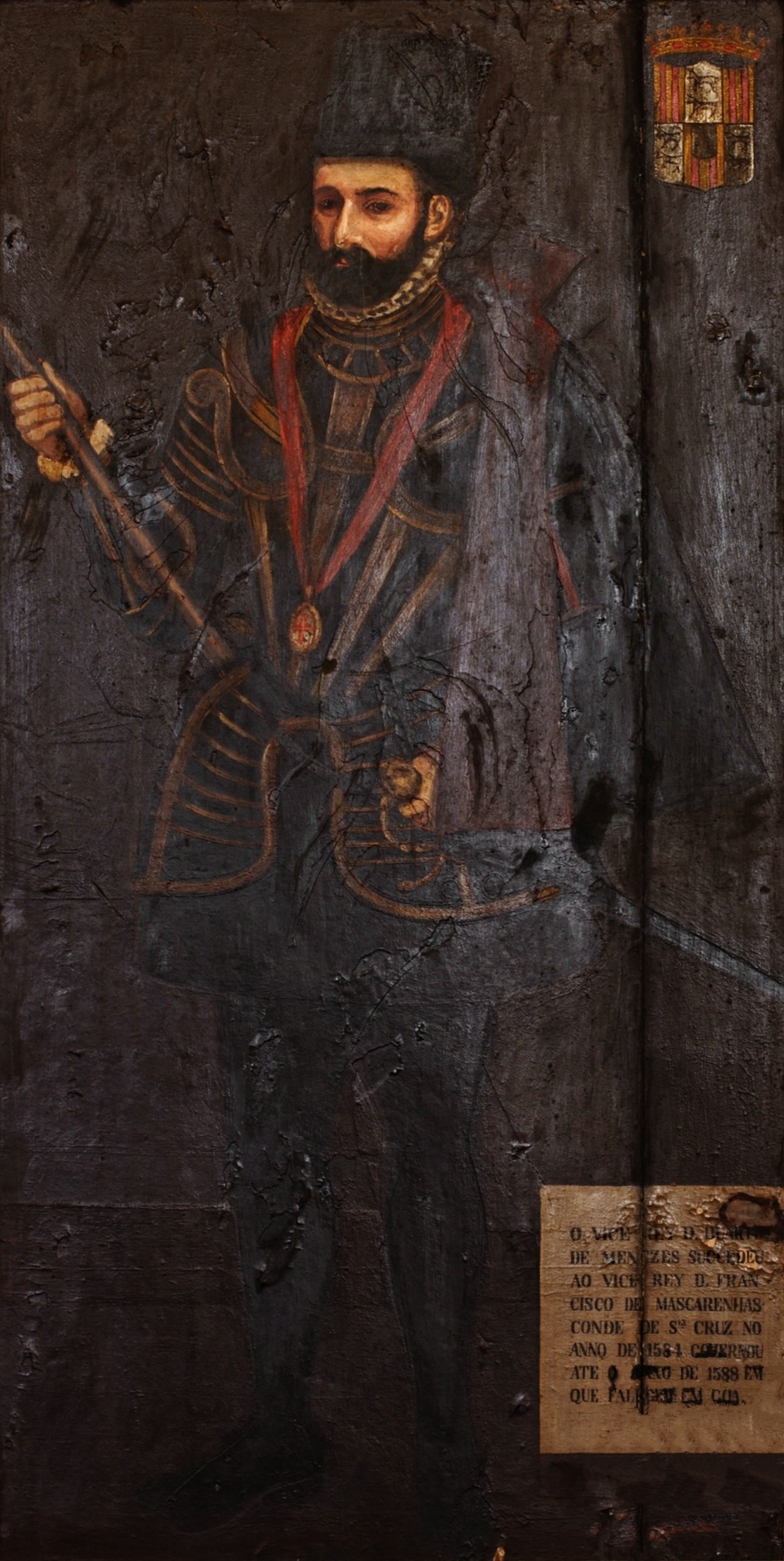
Duarte de Meneses

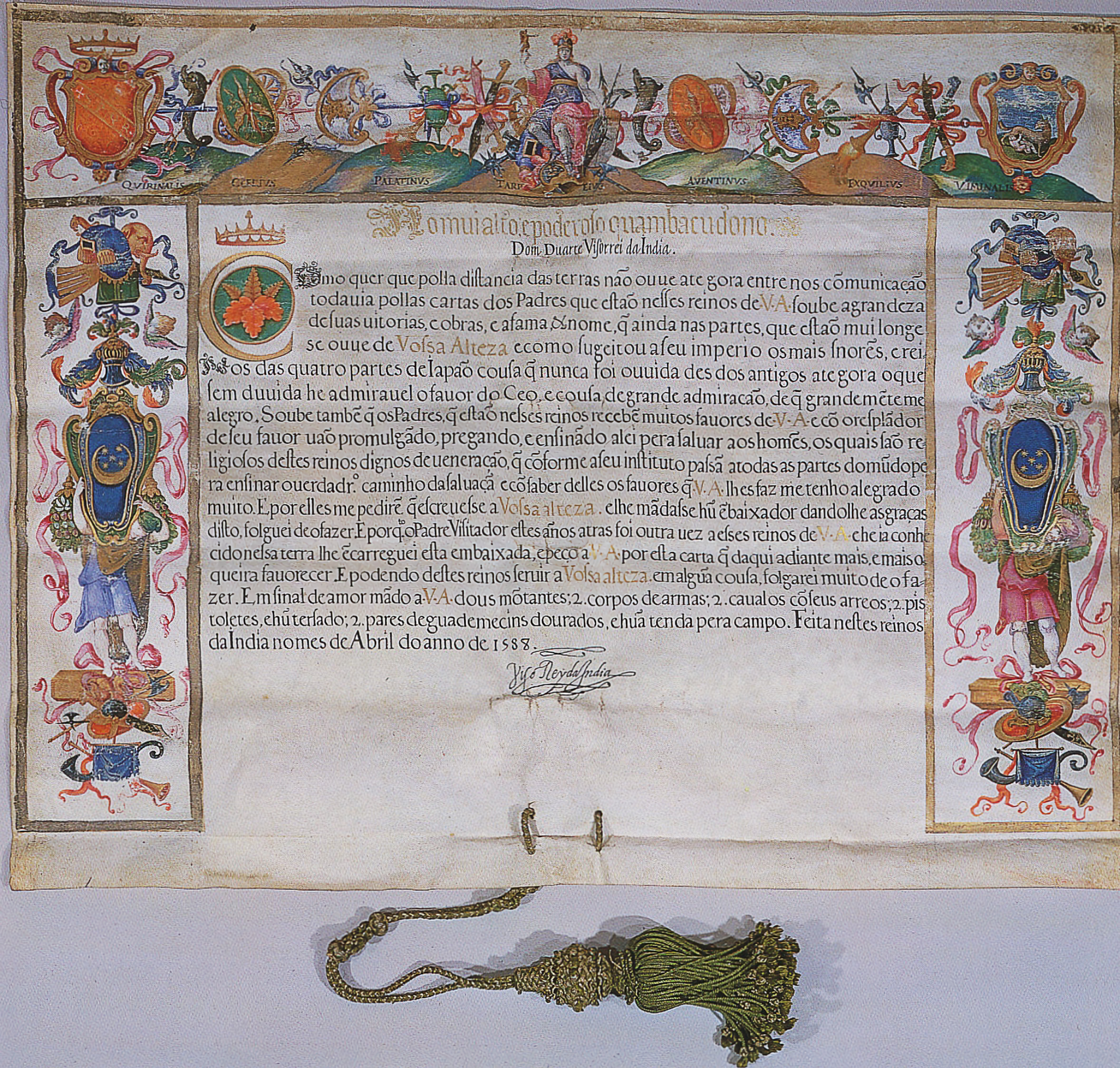
Brief vom April 1588 des Vizekönigs Duarte de Meneses an den japanischen Politiker Toyotomi Hideyoshi, der 1587 die portugiesischen Missionare des Landes verwiesen hatte. Es war eines der letzten Amtsdokumente Meneses, kurz später starb er an seinem Amtssitz Goa.

Duarte de Meneses, in alter Schreibweise auch Duarte de Menezes (* 6. Dezember 1537 in Tanger; † 4. Mai 1588 in Goa, Portugiesisch-Indien), war ein portugiesischer Offizier und Kolonialverwalter.

## Leben
Duarte de Meneses wurde in der nordafrikanischen Stadt Tanger geboren, die seit 1471 portugiesisch war und häufig von seiner Familie verwaltet wurde. Sein Vater war João de Meneses, von 1539 bis 1546 der 16. Gouverneur von Tanger. Sein Großvater und Namensvetter Duarte de Meneses regierte Tanger von 1508 bis 1521, sein Urgroßvater João de Meneses war davor bereits zweimal Gouverneur von Tanger gewesen.
Im Jahr 1574 wurde auch Duarte de Meneses Gouverneur seiner Heimatstadt. Kurz später griff er erfolgreich die Mauren im Umland an und festigte damit wieder die Position Tangers und des nördlichen Teils der Algarve jenseits des Meeres.
1577 eroberte er die Stadt Asilah (portugiesisch: Arzila) für Portugal zurück und blieb dort. 1578 wurde er Gouverneur Arzilas, während sein in Tanger verbliebener Stellvertreter Pedro da Silva ab 1578 neuer Gouverneur Tangers wurde.
Als der junge und ungestüm-verträumte König D. Sebastião 1577 in der Region gelandet war und hier nun die Kreuzzüge wieder aufnehmen wollte, gehörte Meneses zu denjenigen, die ihm eindringlich davon abrieten. Der vom König unbeirrt eingeleitete Feldzug endete bei Ksar-el-Kebir (portugiesisch: Alcácer-Quibir) in einem Desaster: Der König starb, und Meneses geriet in Gefangenschaft. Es gelang ihm danach, die Herausgabe und Bestattung des Leichnams des Königs und die Freilassung einer Vielzahl Gefangener zu erwirken.
Nach seiner Freilassung wurde er Gouverneur der Algarve.
Nach dem Tod des kinderlos gebliebenen Königs Sebastian 1578 war Portugal ab 1580 durch Erbfolge an Spanien gefallen. Meneses gehörte zu denjenigen führenden Portugiesen, die in dieser Iberischen Union jede Vereinnahmung durch den spanischen und nunmehr auch portugiesischen König Philipp II. (in Portugal Philipp I.) ablehnten und unbeirrt portugiesische Interessen vertraten. Den Titel Graf von Tarouca, der ihm von König Philipp I. angeboten wurde, lehnte er ab.
Dank seiner politischen und militärischen Verdienste wurde er 1584 der 31. Gouverneur von Portugiesisch-Indiens und dabei zum 14. Vizekönig Portugiesisch-Indiens ernannt. Er machte sich danach um die portugiesischen Interessen in Fernost verdient. So erhielt er die schwieriger gewordenen Beziehungen zu Japan aufrecht, erhob Macau zur Stadt (Cidade) und konnte insgesamt die Einflusssphäre Portugiesisch-Indiens politisch und militärisch weitgehend erhalten.
Am 4. Mai 1588 starb Duarte de Meneses in Goa.